# Nine Muses A
Nine Muses A (кор.: 나인뮤지스A, стилизованная под 9MUSES A или 9MUSES AMUSE) — первый саб-юнит южнокорейской женской группы Nine Muses, созданной под руководством Star Empire Entertainment в 2016 году. Она состоит из четырех членов Nine Muses: Кёнри , Хеми, Сочжин и Кымчжо. 4 августа 2016 года подгруппа выпустила свой дебютный альбом «Muses Diary».

## История

### 2016: дебют с «Muses Diary»
После ухода Минхи и Эрин из Nine Muses в июне 2016 года, Star Empire объявило, что группа вернется с промоушен суб-юнтом, не вдаваясь в подробности. В начале июля было официально объявлено о том, что подгруппа будет состоять из четырех членов, в результате чего Кёнри стала первой официальной участницей. Подгруппа должна была дебютировать в начале августа. 21 июля выяснилось, что полный состав подгруппы состоит из Кёнри (центр), Хеми (лидер), Сочжин (рэппер) и Кымчжо (главная вокалистка), а также было анонсировано, что песня «Lip 2 Lip» станет их дебютной песней. Nine Muses A — сокращенное название Nine Muses Amuse. В названии группы скрыт некий подтекст, который говорит на о том, что группа всегда будет радоват других и позволит им отлично провести время, смотря их выступления.
4 августа 2016 г. Nine Muses A выпустили свой дебютный альбом, под названием «Muses Diary».

## Дискография

### Альбомы
| Название    | Детали альбома                                                                                           | Позиции в чартах | Продажи       |
| Название    | Детали альбома                                                                                           | KOR              | Продажи       |
| ----------- | --- | ---------------- | ------------- |
| Muses Diary | - Выпущен: 4 августа 2016 г. - Лейбл: Star Empire Entertainment, KT Music - Формат: CD, Digital download | 4                | - KOR: 9,338+ |

### Синглы
| Название    | Год  | Позиции в чартах | Продажи        | Альбом      |
| Название    | Год  | KOR              | Продажи        | Альбом      |
| ----------- | ---- | ---------------- | -------------- | ----------- |
| «Lip 2 Lip» | 2016 | 48               | - KOR: 208,765 | Muses Diary |

## Туры
- Star Empire Family Concert (2016)